# 结蚶
，是魁蛤目魁蛤科Tegillarca的一种。主要分布于中国大陆、台湾，常栖息在浅海沙底、潮间带至潮下带。